# Manoir de Crémel
 (septembre 2015).
Si vous disposez d'ouvrages ou d'articles de référence ou si vous connaissez des sites web de qualité traitant du thème abordé ici, merci de compléter l'article en donnant les références utiles à sa vérifiabilité et en les liant à la section « Notes et références ».
La ferme-manoir de Crémel est une demeure, du XVIIe siècle, qui se dresse sur le territoire de la commune française de Monceaux-en-Bessin dans le département du Calvados, en région Normandie. L'édifice est inscrit au titre des monuments historiques.

## Localisation
La ferme-manoir est située à 1,8 kilomètre au nord de l'église Saint-Nicolas de Monceaux-en-Bessin, dans le département français du Calvados.

## Historique
La ferme manoir de Crémel est un exemple des « fermes-manoir du Bessin ». Elle a gardé, de façon unique dans le Bessin, une architecture originelle très peu altérée au cours des siècles donnant une grande homogénéité à l'ensemble.
On attribue[évasif] la construction du manoir actuel à Jean Le Patou, sieur de la Montagne, président en l’élection de Bayeux et conseiller en la cour des aides de Rouen. Jean Le Patou est devenu propriétaire du domaine aux portes de Bayeux le 20 avril 1638 en garantie d’un prêt qu’il avait octroyé et qui n’avait pu être remboursé à la suite du décès de l’acheteur du domaine. La ferme manoir actuelle est alors élevée par Jean Le Patou vers 1642 sur les terres de Crémel citées depuis le premier tiers du XIe siècle[réf. nécessaire]. Il reste quelques éléments datant de la construction précédente. C'est son fils, également nommé Jean le Patou, sieur de Crémel et comme son père conseiller en la cour des aides de Rouen, qui en hérite.
À sa mort en 1670, à la suite de ses soucis judiciaires et de la saisie de ses biens par la chambre de justice, Crémel fut adjugé par le bailliage de Bayeux le 3 novembre 1674[réf. nécessaire] au profit de Bernardin Gigault de Bellefonds (1630-1694), maréchal de France, marquis de Bellefonds, ambassadeur d'Espagne. Son fils Louis Christophe, mort au combat en 1692, a épousé Marie Olympe Mazarin, fille d’Hortense Mancini nièce du cardinal et considérée comme une des plus belles femmes de son temps. La cinquième génération, au travers de Charles Paul de Beauvilliers, grand d'Espagne, dernier duc de Saint-Aignan, comte de Buzançais (1746-1828) vendra Crémel le 5 juillet 1771 à Hervé Guillaume d’Aigneaux (1748-1816)[réf. nécessaire]. Selon Bernard Gourbin, c'est la famille de la Bigne qui est au XVIIIe siècle en possession du manoir et qui le conservera jusque dans la première moitié du XIXe siècle.
À son décès, Crémel sera attribué à sa fille, Césarine d’Aigneaux (1784-1804), par un tirage au sort le 21 février 1818. De son union avec Charles François Louis, baron de Sallen, naîtra en 1804 Charles Guillaume Léon de Sallen. Ce dernier vendra Crémel le 4 août 1846, à Guillaume Mayet. Crémel est resté depuis dans la même famille.
De 1670 à 2000, la ferme-manoir a toujours été donnée en fermage et n’a donc jamais été habitée par ses propriétaires successifs[réf. nécessaire].

## Description
On accède à la ferme-manoir, qui est close par un long mur d'enceinte, par un portail appareillé à refends, avec porte piétonne et porte charretière en plein cintre, encadré de deux bretèches soutenues par d'imposantes consoles. Côté cour, il est orné d'un cadran solaire.
Édifié à l’est de la cour, le logis seigneurial permettait de surveiller l’ensemble des bâtiments annexes. Cette importante construction en moellons calcaires de plan rectangulaire, à un étage, est percé de six baies irrégulièrement disposées. Il est flanqué à l'arrière d’une massive tour carrée ceinturée de cinq bandeaux de pierre horizontaux, et couverte d’un très haut toit indépendant en hache à quatre versants très inclinés avec à l’arrière une petite échauguette permettant de surveiller les champs. Outre les bandeaux de pierre et la corniche à modillons, le décor est principalement constitué par les cheminées et les lucarnes.
Le toit présente d’importantes proportions avec quatre souches de cheminées qui dominent le faîtage. Ces dernières sont hautes et solides, ornées aux angles d’un bel appareil en harpe et pourvues au sommet de quatre petits frontons. L’austérité de l’ardoise est relevée par des crêtes, des épis de faîtage en céramique.
Les lucarnes de la façade postérieure sont plus rustiques, mais celles sur la façade cour sont notables. Au-dessus d’un linteau à bossages, orné à chaque extrémité d’une sorte de crosse, un grand tableau rectangulaire porte une couronne accostée de rubans dessinant un cœur, le tout s’élevant en très faible relief, sur un fond troué de fines cupules en nids d’abeilles. Seule la grande lucarne subsistait en 2000 et la restitution des deux autres lucarnes et trois frontons sur le manoir a été faite depuis[réf. nécessaire] par analogie.
Il existe deux cadrans solaires : un sur le logis, un sur le portail en face. Celui-ci orienté vers l'est donne l'heure le matin, celui du manoir, orienté vers l'ouest donne l'heure le soir.
Le pressoir de Crémel est particulièrement important et très bien conservé ce qui en fait un élément rare dans le Bessin[réf. nécessaire]. Le tour en pierre de Creully a ses deux roues en bois et une vieille presse, dite longue étreinte, est également présente[Quoi ?][réf. nécessaire].
Parmi les communs entourant le logis, on peut voir une charreterie, des écuries, une étable, une grange, le pressoir déjà cité et une boulangerie, sur lesquels ont relèvent de nombreux trous de boulins.
La ferme manoir a fait l'objet entre 2000 et 2014 d'une restauration complète et scrupuleuse[réf. nécessaire] qui lui a redonné sa place dans le XXIe siècle et a assuré sa conservation pour de très nombreuses années. Cette restauration a été récompensée en 2015 au niveau national par un diplôme d'honneur des Vieilles maisons françaises.

## Protection
Au titre des monuments historiques :
- l'ancien château de Crémel, devenu ferme est inscrit par arrêté du 25 juin 1928 ;
- les murs de clôture du château sont inscrits par arrêté du 26 avril 2012.

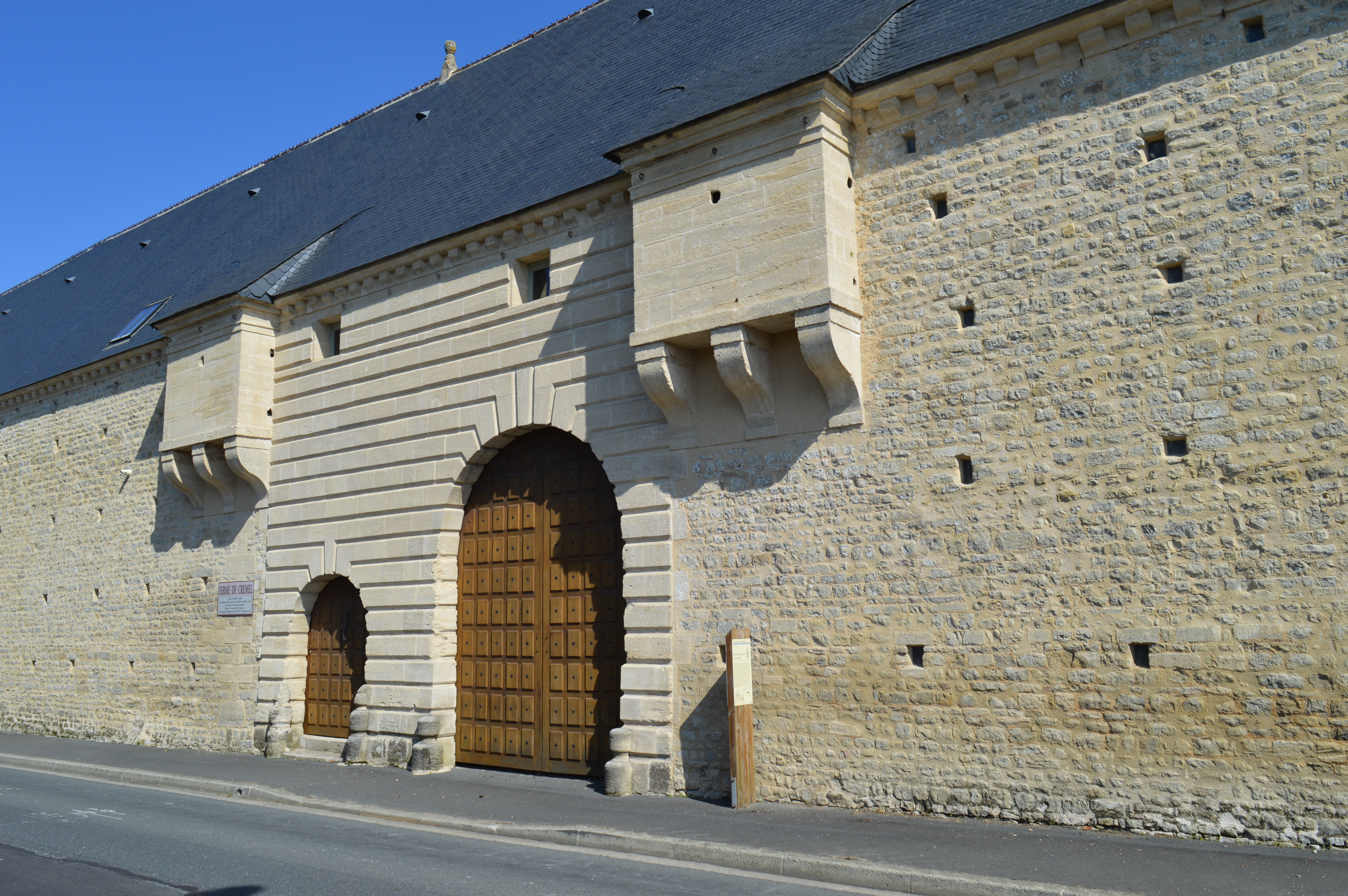
Le porche d'entrée.
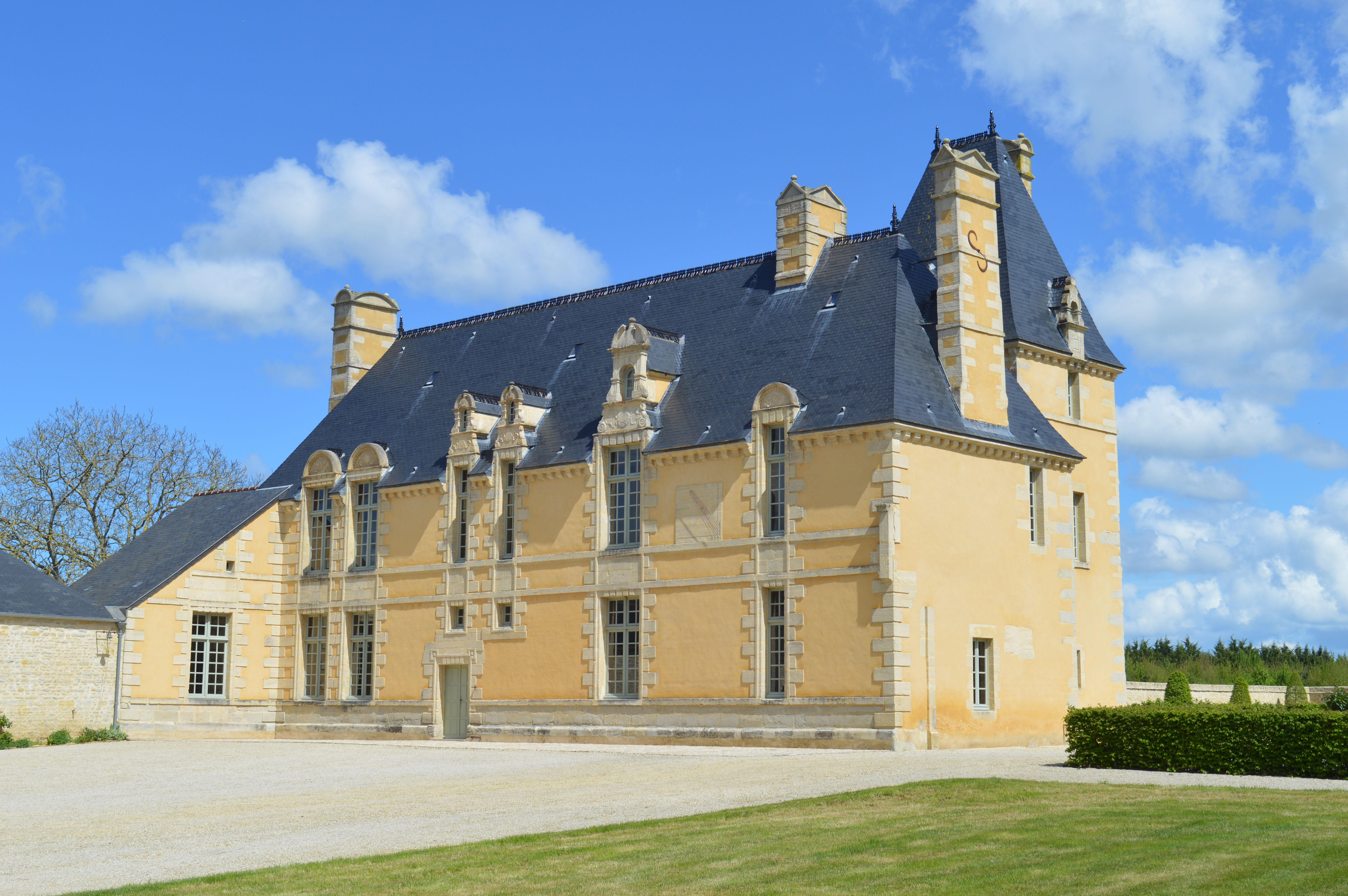
Vue occidentale.
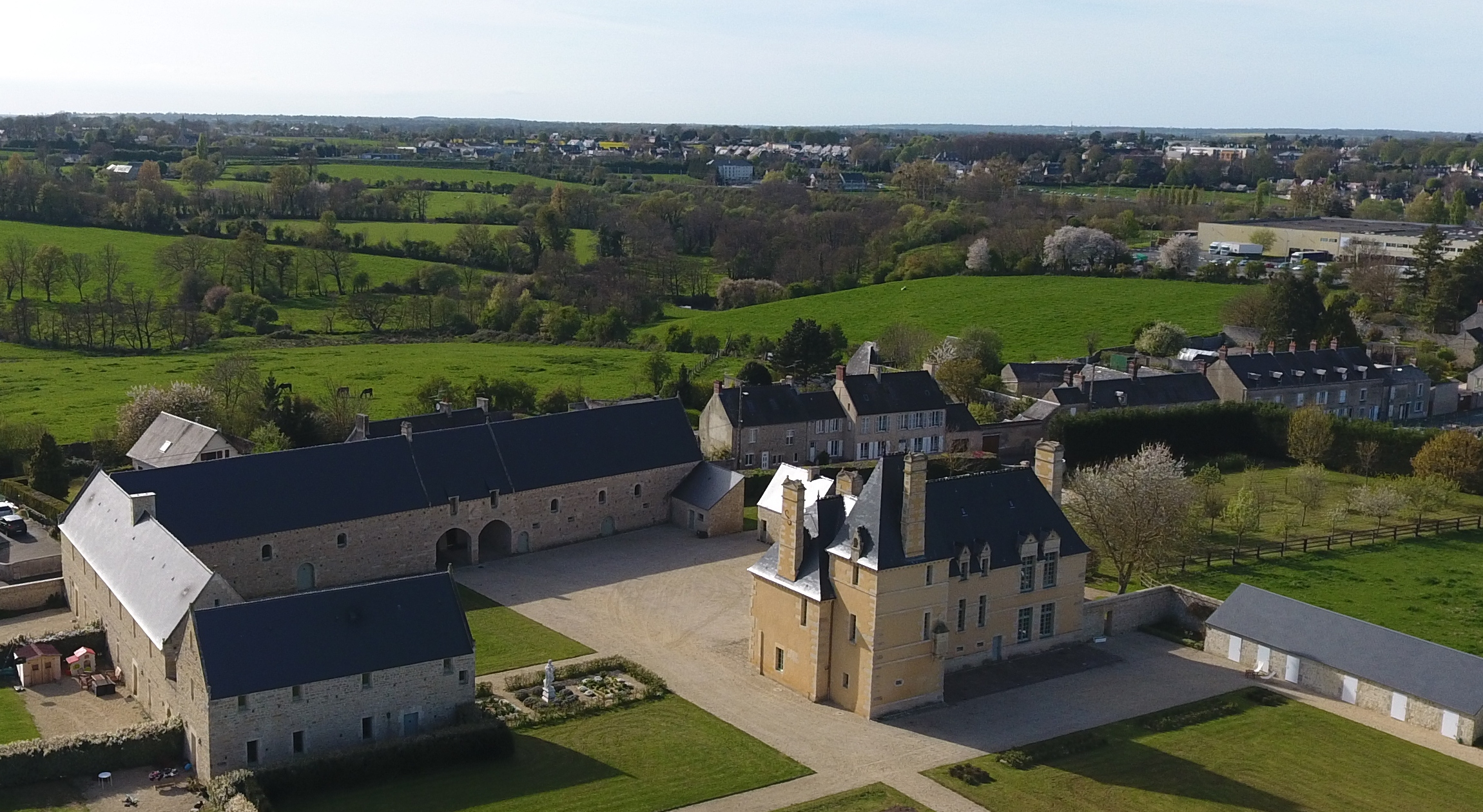
Vue aérienne.